# El Viso
El Viso er en by og kommune i det sydlige Spanien i provinsen Córdoba. Den har et indbyggertal på 2.511 (2024) indbyggere.